# Herren är mitt ljus och hälsa
Herren är mitt ljus och hälsa är en psaltarparafras av Jakob Arrhenius. Psalmen baseras på Konung Davids 27:e psalm. Psalmen har 6 verser. Melodin är ursprungligen en fransk folkmelodi från Genève 1551, nedskriven 1680, vars rytm har blivit förenklad av Harald Vallerius i 1697 års koralbok till 3/4 takt. Melodin är samma som till nr 53 Såsom hjorten träget längtar och nr 151 Jesus, djupa såren dina i samma koralbok.
Psalmen inleds 1695 med orden:
Herren är mitt lius och hälsa
Hwij skal jag så fruchta migh?

## Publicerad som
- 1695 års psalmbok som nr 44 under rubriken "Konung Davids Psalmer".